# Església Mariavita
L'Església Mariavita és una església cristiana independent que es va separar de l'Església Catòlica Romana de Polònia al començament del segle xx. Inicialment va sorgir com a moviment intern per reformar el clergat polonès, però després d'un conflicte amb els bisbes polonesos, se'n va separar i va formar una denominació independent. En l'actualitat les denominacions mariavites tenen 28.000 seguidors a Polònia i 5.000 a França. L'Església Mariavita no té cap connexió amb el protestantisme.
L'Església Mariavita és un dels pocs moviments religiosos que es van desenvolupar a Polònia o entre les comunitats poloneses a l'estranger molt després de la Reforma Protestant. Els altres moviments són l'Església Catòlica Nacional Polonesa que es va fundar als Estats Units.